# Samuel Stutchbury
Samuel Stutchbury (* 15. Januar 1798 in London; † 12. Februar 1859 in Bristol) war ein britischer Naturforscher, Paläontologe und Geologe. Er war ein Pionier der geologischen Erforschung von Australien und der Dinosaurier-Paläontologie.

## Leben
Stutchbury war, nachdem er etwas Naturwissenschaften und Medizin studiert hatte, zunächst ab 1820 Assistent von William Clift  (1775–1849) am Hunterian Museum des Royal College of Surgeons of England. In dieser Zeit spielte er eine Rolle bei der Benennung des Iguanodon durch Gideon Mantell, den er auf die Ähnlichkeit der Zähne mit denen des Leguans (Gattung Iguana) hinwies. Das war der zweite je beschriebene Dinosaurier.
Stutchbury wurde im Juli 1825 Naturforscher auf der Expedition der Pacific Pearl Fishing Company nach New South Wales und zu den pazifischen Inseln, speziell auf den Tuamotu-Archipel, an Bord der Sir George Osborne (bis Sydney und später von Tahiti aus) und der Rolla. Dabei sammelte er umfangreich Conchylien und befreundete sich mit Missionaren, die auch an Bord waren. Nach der Rückkehr 1827 wurde er Mitarbeiter seines Bruders Henry Rome Stutchbury (1796–1853), der mit Naturalien handelte. Er betrachtete das aber nur als Übergangsbeschäftigung und bewarb sich um eine offizielle Anstellung als Naturforscher, zunächst vergeblich als Kurator am Museum der Universität London. 1831 wurde er Kurator der Bristol Philosophical Institution, was er bis 1850 blieb. Nebenbei war er als Experte für Geologie der Kohle gefragt. Als 1849 in Australien ein Goldrausch ausbrach, forderte man einen Geologen an. Stutchbury ergriff die Gelegenheit und ging als Geologe und Mineralien-Prospektor nach New South Wales. Ein Grund war auch, dass man ihn in Bristol nur unregelmäßig bezahlte. In Australien unternahm er Expeditionen ins Landesinnere, wobei er durch Aborigines bedroht wurde, und begutachtete und prospektierte Gold- und Kohlevorkommen. Er sah sich allerdings schlecht von offiziellen Stellen behandelt (dort war man in erster Linie an der Suche nach Gold und Kohle interessiert) und ein offener Brief, den er darüber 1854 im Sydney Morning Herald veröffentlichte, verstärkte die Konflikte mit seinen Auftraggebern. 1855 stellte er mit Erfolg einige seiner geologischen und paläontologischen Funde im Australian Museum aus. 1856 kehrte er nach Bristol zurück, wo er weiter als Berater für den Kohlebergbau wirkte. Er erkrankte aber und starb verarmt. Er ist im Amos Vale Cemetery begraben, wo sein Grab noch zu sehen ist.
Er publizierte über Echsen und marine Fauna seiner Pazifikreise, wandte sich aber in Bristol zunehmend der lokalen Geologie und Paläontologie zu. In Australien war er wesentlich an der geologischen Landesaufnahme beteiligt. Seine Arbeiten liegen in offiziellen Berichten vor und fanden Eingang in die geologische Kartierung von Robert Brough Smyth (veröffentlicht 1875).
Auf seiner Pazifikreise im Auftrag der kommerziellen Perlenfischer-Gesellschaft nahm er Charles Darwin (1842) im Studium der Entstehung von Korallenriffen vorweg. Er publizierte seine Funde auch 1835, was damals weite Beachtung fand. Im Hafen von Sydney entdeckte er eine Muschel der Gattung Trigonia und erkannte darin ein lebendes Fossil.
1836 erstbeschrieb er mit Henry Riley (1797–1848) Thecodontosaurus, einen kleinen Sauropoden, den sie Palaeosaurus nannten. Der Name war aber schon von Isidore Geoffroy Saint-Hilaire 1833 belegt, für eine Gattung, die heute zu den Teleosauridae gezählt wird, möglicherweise als Jugendform eines Steneosaurus. Thecodontosaurus war die vierte Saurierart, die beschrieben wurde, und die erste aus der Trias. Das Exemplar war zwei Jahre zuvor bei Bristol gefunden worden.
1841 wurde er Fellow der Geological Society of London und Mitglied der Linnean Society of London. 1820 hatte er geheiratet und hatte eine Tochter.
Die fossile Mollusken-Gattung Stutchburia ist ihm zu Ehren benannt.